# Sabinov (nádraží)
Sabinov je železniční stanice na Slovensku. Leží západně od centra okresního města Sabinova, v kilometru 37,365 železniční trati Kysak–Muszyna, v jízdním řádu pro cestující označené číslem 188. Ve stanici je nainstalován informační systém INISS, zajišťující hlášení vlaků. Informační tabule se zde nenacházejí.
V letech 2016–2017 došlo k rekonstrukci staniční budovy, v jejímž rámci byla mimo jiné vyměněna okna a dveře a renovovány interiéry, do nichž byly dosazeny historické fotografie nejen nádraží, ale i dalších budov ve městě.
V blízkosti stanice se nachází civilní věznice pro výkon trestu s minimálním stupněm hlídání, dříve se však jednalo o věznici vojenskou.